# ديلا غريفين
ديلا غريفين (بالإنجليزية: Della Griffin)‏ هي عازفة الجاز ومغنية أمريكية، ولدت في 12 يونيو 1925.

## وصلات خارجية
- ديلا غريفين على موقع ميوزك برينز (الإنجليزية)
- ديلا غريفين على موقع أول ميوزيك (الإنجليزية)
- ديلا غريفين على موقع ديسكوغز (الإنجليزية)